# Качимка
Качимка — река в России, протекает в Пензенской и Ульяновской областях. Правый приток Суры.

## География
Река Качимка берёт начало у деревни Гремячевка Барышского района Ульяновской области. Течёт на юг по территории Пензенской области через сёла Русский Качим и Мордовский Качим. Устье реки находится в 805,3 км по правому берегу реки Сура. Длина реки составляет 26 км, площадь водосборного бассейна — 130 км².

## Данные водного реестра
По данным государственного водного реестра России относится к Верхневолжскому бассейновому округу, водохозяйственный участок реки — Сура от истока до Сурского гидроузла, речной подбассейн реки — Сура. Речной бассейн реки — (Верхняя) Волга до Куйбышевского водохранилища (без бассейна Оки).
Код объекта в государственном водном реестре — 08010500112110000035086.